# Pisco Bauzá
Pisco Bauzá es una marca de pisco chileno elaborado en el valle del Limarí, Región de Coquimbo, en una de las plantaciones de la Casa Bauzá, con doble proceso de destilación de las uvas Moscatel Rosada y Moscatel Alejandría, luego de ser cosechadas a mano. Este pisco ha sido premiado como el Mejor Pisco del Mundo por la Asociación de Periodistas y Escritores sobre Vinos y Licores (WWWAJ).

## Orígenes de la Familia Bauzá y Pisco Bauzá
Lorenzo Bauzá llegó a Chile en 1906 desde Mallorca, España a los 18 años de edad. Se asentó en Combarbalá y luego en Coquimbo, donde inició su propia empresa de frutos secos, que llevaría su nombre. A medida que el negocio iba creciendo, pudo adquirir tierras en la IV región del país e interesarse en los rubros vitivinícolas, que posteriormente lo llevarían a comprar 2 destilerías, en Vallenar y Varillar respectivamente. En 1925 funda AgroproductosBauzá y Cía. Ltda. comenzando con la comercialización de pisco. Para hacer frente a la crisis de 1929 que azotó los mercados mundiales, incluyendo el chileno, la industria nacional pisquera determinó un sistema de cooperativas (CAPEL y Control) en las que los productores de pisco unieron fuerzas para sostener la incipiente infraestructura productiva de la tercera y cuarta región. Todo el pisco comercializado se vendería bajo la marca Capel o Control, y quienes no se acogieran a la ley deberían pagar un exceso de impuestos. En este proceso, desaparecieron numerosas marcas nacionales de pisco. 
Pisco Bauzá fue la primera marca en retirarse de la Cooperativa al momento de levantarse la ley, debido a la posición de Lorenzo Bauzá de mantener el negocio en manos familiares.
Posteriormente la empresa quedaría bajo el cuidado y control de su hijo Lorenzo Bauzá Álvarez.

En 1980 Bauzá Álvarez se enfocó en los piscos de alta gama e incursionó en los de fabricación artesanal, aumentando durante esta época las plantaciones de viñedos en la Cordillera de los Andes. Todo impulsado por las excelentes condiciones tanto del suelo como climáticas, que favorecían especialmente el desarrollo del tipo uvas necesarias para la producción de pisco.
En 1990 plantó el viñedo el Pelán, al norte del Valle del Maipo para obtener mayor alcance en el mercado. 
En 2011, Bauzá Álvarez junto a su compañera Irene Paiva, dio con la primera mezcla de Casa Bauzá. 
En la actualidad, las cosechas de esta casa son anidadas en “Plantaciones Bauzá”, un valle fluvial remoto al norte de Chile, ubicado a 1.200 metros sobre el nivel del mar, y alimentado por las aguas de las altas cumbres de la Cordillera de Los Andes. 
Según la Asociación de Periodistas y Escritores sobre Vinos y Licores (WWWAJ) las condiciones geológicas y climáticas en donde son cosechadas las uvas, les otorgan una alta concentración de azúcares, ideales para la creación de originales sabores en vinos, y por supuesto el mejor pisco.